# هاروی (فیلم)
هاروی (به انگلیسی: Harvey) فیلمی ۱۰۴ دقیقه‌ای به کارگردانی هنری کاستر با بازی جیمز استوارت محصول کشور آمریکا است. بر اساس فهرستی که بنیاد فیلم آمریکا (بفا) در سال ۲۰۰۸ از ده فیلم برتر در ده ژانر کلاسیک سینمای آمریکا منتشر نموده است، این فیلم جز فیلمهای برتر در ژانر فانتزی می باشد.